# Tito Solari Capellari
Tito Solari Capellari (Pesariis di Prato Carnico, 2 settembre 1939) è un arcivescovo cattolico italiano, arcivescovo emerito di Cochabamba.

## Biografia
Nato nel 1939 a Pesariis, paese della Carnia in provincia di Udine, è stato ordinato sacerdote il 23 dicembre 1966 per la Società salesiana di San Giovanni Bosco.
A partire dal 1974, è andato a vivere nelle comunità salesiane in Bolivia: prima parroco a Yacapani e, in seguito, ispettore dei Salesiani in Bolivia (a partire dal 1981).
Eletto vescovo titolare di Acque Nuove di Numidia e ausiliare di Santa Cruz de la Sierra, è stato ordinato vescovo il 19 marzo 1987. Nominato arcivescovo coadiutore di Cochabamba il 7 marzo 1998, è succeduto alla medesima sede l'8 luglio 1999. Ha ricevuto il pallio il 29 giugno 2000 dalle mani di papa Giovanni Paolo II.

## Genealogia episcopale e successione apostolica
La genealogia episcopale è:
- Cardinale Scipione Rebiba
- Cardinale Giulio Antonio Santorio
- Cardinale Girolamo Bernerio, O.P.
- Arcivescovo Galeazzo Sanvitale
- Cardinale Ludovico Ludovisi
- Cardinale Luigi Caetani
- Cardinale Ulderico Carpegna
- Cardinale Paluzzo Paluzzi Altieri Degli Albertoni
- Papa Benedetto XIII
- Papa Benedetto XIV
- Cardinale Enrique Enríquez
- Arcivescovo Manuel Quintano Bonifaz
- Cardinale Buenaventura Córdoba Espinosa de la Cerda
- Cardinale Giuseppe Maria Doria Pamphilj
- Papa Pio VIII
- Papa Pio IX
- Cardinale Alessandro Franchi
- Cardinale Giovanni Simeoni
- Cardinale Antonio Agliardi
- Cardinale Basilio Pompilj
- Cardinale Adeodato Giovanni Piazza, O.C.D.
- Cardinale Sergio Pignedoli
- Arcivescovo Luis Aníbal Rodríguez Pardo
- Arcivescovo Tito Solari Capellari, S.D.B.

La successione apostolica è:
- Vescovo Robert Herman Flock Bever (2013)